# Арманд Дуплантис
Арманд Мондо Дуплантис (швед. Armand "Mondo" Duplantis; Лафејет, Луизијана, 10. новембар 1999) шведски је скакач мотком америчког порекла. Септембра 2020. године, на отвореном првенству Дијамантске лиге у Риму, прескочио је 6,15 метара и тако оборио рекорд Сергеја Бупке од 6,14 метара, стар 21 годину. Дуплантис је, такође 2020, два пута оборио светски рекорд у скоку мотком у дворани, остваривши 6,17 и 6,18 метара. Трећи пут рекорд у скоку мотком у дворани оборио је у Београду 2022. године, остваривши 6,20 метара. У финалу Олимпијских игара у Паризу, 5. августа 2024. прескочио је висину од 6,25 метара, што је данас актуелни светски рекорд у скоку мотком.
Са своје три године Дуплантис се први пут сусрео са атлетиком. Освојио је златну медаљу још као 15-годишњак на Светском првенству за млађе јуниоре 2015. Такође је био освајач златне медаље на Европском првенству на отвореном 2018. са 6,05 метара (светски рекорд у категорији јуниора) и сребрне медаље на Светском првенству на отвореном 2019.
Проглашен је за најбољег атлетичара света 2020. године у избору Међународне асоцијације атлетских федерација (ИААФ). Такође се нашао у најужем кругу за избор најбољег спортисте света у 2020.

## Резултати
| Година | Такмичење                               | Домаћин                         | Место | Резултат |
| ------ | --------------------------------------- | ------------------------------- | ----- | -------- |
| 2015.  | Светско првенство за млађе јуниоре      | Кали, Колумбија                 |       | 5,30 м   |
| 2016.  | Светско првенство за јуниоре            | Бидгошч, Пољска                 | 3     | 5,45 м   |
| 2017.  | Европско првенство за јуниоре           | Гросето, Италија                |       | 5,65 м   |
| 2017.  | Светско првенство на отвореном          | Лондон, Уједињено Краљевство    | 9.    | 5,50 м   |
| 2018.  | Светско првенство у дворани             | Бирмингем, Уједињено Краљевство | 8.    | 5,70 м   |
| 2018.  | Светско првенство у атлетици за јуниоре | Тампере, Финска                 |       | 5,82 м   |
| 2018.  | Европско првенство на отвореном         | Берлин, Немачка                 |       | 6,05 м   |
| 2019.  | Светско првенство на отвореном          | Доха, Катар                     | 2     | 5,97 м   |
| 2020.  | Светска турнеја у дворани               | Торуњ, Пољска                   |       | 6,17 м   |
| 2020.  | Светска турнеја у дворани               | Глазгов, Уједињено Краљевство   |       | 6,18 м   |
| 2020.  | Дијамантска лига                        | Рим, Италија                    |       | 6,15 м   |
| 2021.  | Европско првенство у дворани            | Торуњ, Пољска                   |       | 6,05 м   |
| 2021.  | Олимпијске игре                         | Токио, Јапан                    |       | 6,02 м   |
| 2022.  | Светско првенство у дворани             | Београд, Србија                 |       | 6,20 м   |
| 2022.  | Светско првенство на отвореном          | Јуџин, САД                      |       | 6,21 м   |
| 2022.  | Европско првенство на отвореном         | Минхен, Немачка                 |       | 6,06 м   |
| 2023.  | Светско првенство на отвореном          | Будимпешта, Мађарска            |       | 6,10 м   |
| 2024.  | Светско првенство у дворани             | Глазгов, Уједињено Краљевство   |       | 6,05 м   |
| 2024.  | Европско првенство на отвореном         | Рим, Италија                    |       | 6,10 м   |
| 2024.  | Олимпијске игре                         | Париз, Француска                |       | 6,25 м   |
| 2025.  | Светско првенство у дворани             | Нанкинг, Кина                   |       | 6,15 м   |

## Приватни живот
Родитељи и тренери су му Грег и Хелена Дуплантис.
У интервјуу који је дао за Спорт клуб у фебруару 2021, Дуплантис је истакао да му је велика инспирација српска атлетичарка Ивана Шпановић.
После атлетике, омиљени спорт му је голф.